# Integración por sustitución trigonométrica
En matemáticas, la sustitución trigonométrica consiste en la sustitución de determinadas expresiones mediante el uso de funciones trigonométricas. En cálculo, la sustitución trigonométrica es una técnica que permite evaluar integrales, puesto que se pueden utilizar identidades trigonométricas para simplificar ciertas integrales que contienen expresiones radicales.

## Caso I: Integrando conteniendoa2−x2{\displaystyle a^{2}-x^{2}}
Se hace el cambio de variable {\displaystyle x=a\operatorname {sen} \theta } y se utiliza la identidad trigonométrica {\displaystyle \operatorname {sen} ^{2}(\theta )+\cos ^{2}(\theta )=1}.

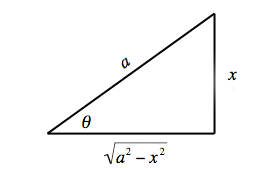
Construcción geométrica para Caso

### Integral Indefinida

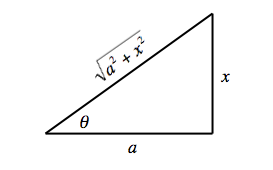
Construcción geométrica para Caso

#### Ejemplo I
Para calcular la integral
{\displaystyle \int {\frac {dx}{\sqrt {a^{2}-x^{2}}}}}
se puede realizar el cambio de variable
{\displaystyle {\begin{aligned}x&=a\operatorname {sen} \theta \\dx&=a\cos \theta \;d\theta \\\theta &={\text{arcsen}}\left({\frac {x}{a}}\right)\end{aligned}}}
entonces
{\displaystyle {\begin{aligned}\int {\frac {dx}{\sqrt {a^{2}-x^{2}}}}&=\int {\frac {a\cos \theta }{\sqrt {a^{2}-a^{2}\operatorname {sen} ^{2}\theta }}}\;d\theta \\[6pt]&=\int {\frac {a\cos \theta }{\sqrt {a^{2}(1-\operatorname {sen} ^{2}\theta )}}}\;d\theta \\[6pt]&=\int {\frac {a\cos \theta }{\sqrt {a^{2}\cos ^{2}\theta }}}\;d\theta \\[6pt]&=\int d\theta \\[6pt]&=\theta +C\\[6pt]&={\text{arcsen}}\left({\frac {x}{a}}\right)+C\end{aligned}}}
Los pasos anteriores requirieron que {\displaystyle a>0} y {\displaystyle \cos \theta >0}. 
Es posible escoger {\displaystyle a} para que sea la raíz principal de {\displaystyle a^{2}} e imponer la restricción {\displaystyle -\pi /2<\theta <\pi /2} utilizando la función arco seno.
Para una integral definida, se debe averiguar cómo cambian los límites de la integración. Por ejemplo, cuando {\displaystyle x} va de {\displaystyle 0} a {\displaystyle a/2}, entonces {\displaystyle \operatorname {sen} \theta } va de {\displaystyle 0} a {\displaystyle 1/2}, y {\displaystyle \theta } va de {\displaystyle 0} a {\displaystyle \pi /6}. En consecuencia,
{\displaystyle \int _{0}^{a/2}{\frac {dx}{\sqrt {a^{2}-x^{2}}}}=\int _{0}^{\pi /6}d\theta ={\frac {\pi }{6}}.}
Se necesita elegir los límites con cuidado. Debido a que la integración anterior requiere que {\displaystyle -\pi /2<\theta <\pi /2}, {\displaystyle \theta } solo puede pasar de {\displaystyle 0} a {\displaystyle \pi /6}. Si se ignora esta restricción, se podría haber elegido {\displaystyle \theta } para pasar de {\displaystyle \pi } a {\displaystyle 5\pi /6}, lo que habría resultado en un valor real negativo.
Alternativamente, se deben evaluar completamente las integrales indefinidas antes de aplicar las condiciones de contorno. En ese caso, la antiderivada da
{\displaystyle {\begin{aligned}\int _{0}^{a/2}{\frac {dx}{\sqrt {a^{2}-x^{2}}}}&=\operatorname {arcsen} \left({\frac {x}{a}}\right){\Biggl |}_{0}^{a/2}\\&=\operatorname {arcsen} \left({\frac {1}{2}}\right)-\operatorname {arcsen} (0)\\&={\frac {\pi }{6}}\end{aligned}}}
como antes.

#### Ejemplo II
La integral
{\displaystyle \int {\sqrt {a^{2}-x^{2}}}\,dx}
puede ser evaluada haciendo el cambio de variable
{\displaystyle {\begin{aligned}x&=a\operatorname {sen} \theta \\dx&=a\cos \theta \;d\theta \\\theta &={\text{arcsen}}\left({\frac {x}{a}}\right)\end{aligned}}}
donde {\displaystyle a>0} de modo que {\displaystyle {\sqrt {a^{2}}}=a} y 
{\displaystyle -{\frac {\pi }{2}}\leq \theta \leq {\frac {\pi }{2}}}
porque {\displaystyle \cos \theta \geq 0} y {\displaystyle {\sqrt {\cos ^{2}\theta }}=\cos \theta }
Luego
{\displaystyle {\begin{aligned}\int {\sqrt {a^{2}-x^{2}}}\,dx&=\int {\sqrt {a^{2}-a^{2}\operatorname {sen} ^{2}\theta }}\,(a\cos \theta )\,d\theta \\[6pt]&=\int {\sqrt {a^{2}(1-\operatorname {sen} ^{2}\theta )}}\,(a\cos \theta )\,d\theta \\[6pt]&=\int {\sqrt {a^{2}(\cos ^{2}\theta )}}\,(a\cos \theta )\,d\theta \\[6pt]&=\int (a\cos \theta )(a\cos \theta )\,d\theta \\[6pt]&=a^{2}\int \cos ^{2}\theta \,d\theta \\[6pt]&=a^{2}\int \left({\frac {1+\cos 2\theta }{2}}\right)\,d\theta \\[6pt]&={\frac {a^{2}}{2}}\left(\theta +{\frac {1}{2}}\operatorname {sen} 2\theta \right)+C\\[6pt]&={\frac {a^{2}}{2}}(\theta +\operatorname {sen} \theta \cos \theta )+C\\[6pt]&={\frac {a^{2}}{2}}\left({\text{arcsen}}\left({\frac {x}{a}}\right)+{\frac {x}{a}}{\sqrt {1-{\frac {x^{2}}{a^{2}}}}}\right)+C\\[6pt]&={\frac {a^{2}}{2}}\;{\text{arcsen}}\left({\frac {x}{a}}\right)+{\frac {x}{2}}{\sqrt {a^{2}-x^{2}}}+C\end{aligned}}}

### Integral Definida
Para una integral definida, los límites de integración cambian una vez que se realiza la sustitución y estos están determinados por
{\displaystyle \theta ={\text{arcsen}}\left({\frac {x}{a}}\right)}
con valores para {\displaystyle \theta } en el rango 
{\displaystyle -{\frac {\pi }{2}}\leq \theta \leq {\frac {\pi }{2}}}

#### Ejemplo I
Considérese la integral definida
{\displaystyle \int _{-1}^{1}{\sqrt {4-x^{2}}}\,dx}
que puede ser evaluada haciendo el cambio de variable
{\displaystyle {\begin{aligned}x&=2\operatorname {sen} \theta \\dx&=2\cos \theta \,d\theta \end{aligned}}}
y en este caso, los límites de integración estarán determinados por
{\displaystyle \theta ={\text{arcsen}}\left({\frac {x}{2}}\right)}
Tenemos que 
si {\displaystyle x=-1} entonces {\displaystyle \theta ={\text{arcsen}}\left(-{\frac {1}{2}}\right)=-{\frac {\pi }{6}}}
y si {\displaystyle x=1} entonces {\displaystyle \theta ={\text{arcsen}}\left({\frac {1}{2}}\right)={\frac {\pi }{6}}}
entonces
{\displaystyle {\begin{aligned}\int _{-1}^{1}{\sqrt {4-x^{2}}}\,dx&=\int _{-\pi /6}^{\pi /6}{\sqrt {4-4\operatorname {sen} ^{2}\theta }}\,(2\cos \theta )\,d\theta \\[6pt]&=\int _{-\pi /6}^{\pi /6}{\sqrt {4(1-\operatorname {sen} ^{2}\theta )}}\,(2\cos \theta )\,d\theta \\[6pt]&=\int _{-\pi /6}^{\pi /6}{\sqrt {4(\cos ^{2}\theta )}}\,(2\cos \theta )\,d\theta \\[6pt]&=\int _{-\pi /6}^{\pi /6}(2\cos \theta )(2\cos \theta )\,d\theta \\[6pt]&=4\int _{-\pi /6}^{\pi /6}\cos ^{2}\theta \,d\theta \\[6pt]&=4\int _{-\pi /6}^{\pi /6}\left({\frac {1+\cos 2\theta }{2}}\right)\,d\theta \\[6pt]&=2\left[\theta +{\frac {1}{2}}\operatorname {sen} 2\theta \right]_{-\pi /6}^{\pi /6}\\[6pt]&=[2\theta +\operatorname {sen} 2\theta ]{\Biggl |}_{-\pi /6}^{\pi /6}\\[6pt]&=\left({\frac {\pi }{3}}+\operatorname {sen} {\frac {\pi }{3}}\right)-\left(-{\frac {\pi }{3}}+\operatorname {sen} \left(-{\frac {\pi }{3}}\right)\right)\\[6pt]&={\frac {2\pi }{3}}+{\sqrt {3}}\end{aligned}}}
Por otro lado, si aplicamos directamente los límites de integración para la fórmula de la antiderivada obtenemos
{\displaystyle {\begin{aligned}\int _{-1}^{1}{\sqrt {4-x^{2}}}\,dx&=\left[2\;{\text{arcsen}}\left({\frac {x}{2}}\right)+{\frac {x}{2}}{\sqrt {4-x^{2}}}\right]_{-1}^{1}\\[6pt]&=\left(2\;{\text{arcsen}}\left({\frac {1}{2}}\right)+{\frac {1}{2}}{\sqrt {3}}\right)-\left(2\;{\text{arcsen}}\left(-{\frac {1}{2}}\right)-{\frac {1}{2}}{\sqrt {3}}\right)\\[6pt]&=\left(2\cdot {\frac {\pi }{6}}+{\frac {\sqrt {3}}{2}}\right)-\left(2\cdot \left(-{\frac {\pi }{6}}\right)-{\frac {\sqrt {3}}{2}}\right)\\[6pt]&={\frac {2\pi }{3}}+{\sqrt {3}}\end{aligned}}}

## Caso II: Integrando conteniendoa2+x2{\displaystyle a^{2}+x^{2}}
Se hace el cambio de variable {\displaystyle x=a\tan \theta } y se utiliza la identidad trigonométrica {\displaystyle \sec ^{2}(\theta )-\tan ^{2}(\theta )=1}.

### Integral Indefinida

#### Ejemplo I
En la integral
{\displaystyle \int {\frac {dx}{a^{2}+x^{2}}}}
hacemos el cambio de variable
{\displaystyle {\begin{aligned}x&=a\tan \theta \\dx&=a\sec ^{2}\theta \;d\theta \\\theta &=\arctan \left({\frac {x}{a}}\right)\end{aligned}}}
de modo que la integral se convierte en 
{\displaystyle {\begin{aligned}\int {\frac {dx}{a^{2}+x^{2}}}&=\int {\frac {a\sec ^{2}\theta }{a^{2}+a^{2}\tan ^{2}\theta }}\,d\theta \\[6pt]&=\int {\frac {a\sec ^{2}\theta }{a^{2}(1+\tan ^{2}\theta )}}\;d\theta \\[6pt]&=\int {\frac {a\sec ^{2}\theta }{a^{2}\sec ^{2}\theta }}\,d\theta \\[6pt]&={\frac {1}{a}}\int d\theta \\[6pt]&={\frac {\theta }{a}}+C\\[6pt]&={\frac {1}{a}}\arctan \left({\frac {x}{a}}\right)+C\end{aligned}}}
para {\displaystyle a\neq 0}.

#### Ejemplo II
La integral
{\displaystyle \int {\sqrt {a^{2}+x^{2}}}\,{dx}}
puede ser evaluada haciendo el cambio de variable
{\displaystyle {\begin{aligned}x&=a\tan \theta \\dx&=a\sec ^{2}\theta \,d\theta \\\theta &=\arctan \left({\frac {x}{a}}\right)\end{aligned}}}
donde {\displaystyle a>0} de modo que {\displaystyle {\sqrt {a^{2}}}=a} y 
{\displaystyle -{\frac {\pi }{2}}<\theta <{\frac {\pi }{2}}}
por lo que {\displaystyle \sec \theta >0} y {\displaystyle {\sqrt {\sec ^{2}\theta }}=\sec \theta }.
Entonces
{\displaystyle {\begin{aligned}\int {\sqrt {a^{2}+x^{2}}}\,dx&=\int {\sqrt {a^{2}+a^{2}\tan ^{2}\theta }}\,(a\sec ^{2}\theta )\,d\theta \\[6pt]&=\int {\sqrt {a^{2}(1+\tan ^{2}\theta )}}\,(a\sec ^{2}\theta )\,d\theta \\[6pt]&=\int {\sqrt {a^{2}\sec ^{2}\theta }}\,(a\sec ^{2}\theta )\,d\theta \\[6pt]&=\int (a\sec \theta )(a\sec ^{2}\theta )\,d\theta \\[6pt]&=a^{2}\int \sec ^{3}\theta \,d\theta .\\[6pt]\end{aligned}}}
La integral de la secante cúbica puede ser evaluada utilizando integración por partes, dando como resultado
{\displaystyle {\begin{aligned}\int {\sqrt {a^{2}+x^{2}}}\,dx&={\frac {a^{2}}{2}}(\sec \theta \tan \theta +\ln |\sec \theta +\tan \theta |)+C\\[6pt]&={\frac {a^{2}}{2}}\left({\sqrt {1+{\frac {x^{2}}{a^{2}}}}}\cdot {\frac {x}{a}}+\ln \left|{\sqrt {1+{\frac {x^{2}}{a^{2}}}}}+{\frac {x}{a}}\right|\right)+C\\[6pt]&={\frac {1}{2}}\left(x{\sqrt {a^{2}+x^{2}}}+a^{2}\ln \left|x+{\sqrt {a^{2}+x^{2}}}\right|\right)+C.\end{aligned}}}

### Integral Definida
Para una integral definida, los límites de integración cambian una vez que se hace la sustitución y estos están determinados por
{\displaystyle \theta =\arctan \left({\frac {x}{a}}\right)}
con valores para {\displaystyle \theta } en el rango 
{\displaystyle -{\frac {\pi }{2}}<\theta <{\frac {\pi }{2}}}

#### Ejemplo I
Considérese la integral definida
{\displaystyle \int _{0}^{1}{\frac {4}{1+x^{2}}}\,dx}
esta puede ser evaluada haciendo el cambio de variable 
{\displaystyle {\begin{aligned}x&=\tan \theta \\dx&=\sec ^{2}\theta \,d\theta \end{aligned}}}
con los límites de integración determinados por {\displaystyle \theta =\arctan x}.
Tenemos que 
si {\displaystyle x=0} entonces {\displaystyle \theta =\arctan(0)=0}
y si {\displaystyle x=1} entonces {\displaystyle \theta =\arctan(1)={\frac {\pi }{4}}}
de modo que 
{\displaystyle {\begin{aligned}\int _{0}^{1}{\frac {4}{1+x^{2}}}\;dx&=4\int _{0}^{\pi /4}{\frac {\sec ^{2}\theta }{1+\tan ^{2}\theta }}\;d\theta \\[6pt]&=4\int _{0}^{\pi /4}{\frac {\sec ^{2}\theta }{\sec ^{2}\theta }}\;d\theta \\[6pt]&=4\int _{0}^{\pi /4}d\theta \\[6pt]&=4\theta {\Bigg |}_{0}^{\pi /4}\\&=4\left({\frac {\pi }{4}}\right)\\&=\pi \end{aligned}}}

## Caso III: Integrando conteniendox2−a2{\displaystyle x^{2}-a^{2}}
Se hace el cambio de variable {\displaystyle x=a\sec \theta } y se utiliza la identidad trigonométrica {\displaystyle \sec ^{2}(\theta )-\tan ^{2}(\theta )=1}. 

### Integral Indefinida

#### Ejemplo I
La integral
{\displaystyle \int {\frac {dx}{x^{2}-a^{2}}}}

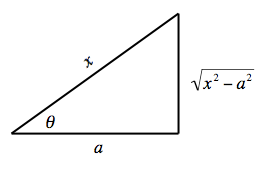
Construcción geométrica para Caso

también puede ser evaluada utilizando fracciones parciales en lugar de utilizar sustitución trigonométrica. Sin embargo, la integral
{\displaystyle \int {\sqrt {x^{2}-a^{2}}}\,dx}
no. En este caso, una sustitución apropiada es
{\displaystyle {\begin{aligned}x&=a\sec \theta \\dx&=a\sec \theta \tan \theta \,d\theta \\\theta &=\operatorname {arcsec} \left({\frac {x}{a}}\right)\end{aligned}}}
donde {\displaystyle a>0} de modo que {\displaystyle {\sqrt {a^{2}}}=a} y 
{\displaystyle 0\leq \theta <{\frac {\pi }{2}}}
suponiendo que {\displaystyle x>0}, de modo que {\displaystyle \tan \theta \geq 0} y {\displaystyle {\sqrt {\tan ^{2}\theta }}=\tan \theta }.
Entonces,
{\displaystyle {\begin{aligned}\int {\sqrt {x^{2}-a^{2}}}\,dx&=\int {\sqrt {a^{2}\sec ^{2}\theta -a^{2}}}\cdot a\sec \theta \tan \theta \,d\theta \\&=\int {\sqrt {a^{2}(\sec ^{2}\theta -1)}}\cdot a\sec \theta \tan \theta \,d\theta \\&=\int {\sqrt {a^{2}\tan ^{2}\theta }}\cdot a\sec \theta \tan \theta \,d\theta \\&=\int a^{2}\sec \theta \tan ^{2}\theta \,d\theta \\&=a^{2}\int (\sec \theta )(\sec ^{2}\theta -1)\,d\theta \\&=a^{2}\int (\sec ^{3}\theta -\sec \theta )\,d\theta \end{aligned}}}
Uno puede evaluar la integral de la función secante multiplicando tanto el numerador como el denominador por {\displaystyle (\sec \theta +\tan \theta )} y evaluar la integral de la secante cúbica integrando por partes. Como resultado,
{\displaystyle {\begin{aligned}\int {\sqrt {x^{2}-a^{2}}}\,dx&={\frac {a^{2}}{2}}(\sec \theta \tan \theta +\ln |\sec \theta +\tan \theta |)-a^{2}\ln |\sec \theta +\tan \theta |+C\\[6pt]&={\frac {a^{2}}{2}}(\sec \theta \tan \theta -\ln |\sec \theta +\tan \theta |)+C\\[6pt]&={\frac {a^{2}}{2}}\left({\frac {x}{a}}\cdot {\sqrt {{\frac {x^{2}}{a^{2}}}-1}}-\ln \left|{\frac {x}{a}}+{\sqrt {{\frac {x^{2}}{a^{2}}}-1}}\right|\right)+C\\[6pt]&={\frac {1}{2}}\left(x{\sqrt {x^{2}-a^{2}}}-a^{2}\ln \left|{\frac {x+{\sqrt {x^{2}-a^{2}}}}{a}}\right|\right)+C.\end{aligned}}}

## Sustituciones que eliminan funciones trigonométricas
La sustitución de una nueva variable por una función trigonométrica en ocasiones puede ser usada para facilitar el cálculo de la integral, dejando el integrando sin funciones trigonométricas.
{\displaystyle {\begin{aligned}\int f(\operatorname {sen}(x),\cos(x))\,dx&=\int {\frac {1}{\pm {\sqrt {1-u^{2}}}}}\;f\left(u,\pm {\sqrt {1-u^{2}}}\right)\,du&&u=\operatorname {sen}(x)\\[6pt]\int f(\operatorname {sen}(x),\cos(x))\,dx&=\int {\frac {1}{\mp {\sqrt {1-u^{2}}}}}\;f\left(\pm {\sqrt {1-u^{2}}},u\right)\,du&&u=\cos(x)\\[6pt]\int f(\operatorname {sen}(x),\cos(x))\,dx&=\int {\frac {2}{1+u^{2}}}\;f\left({\frac {2u}{1+u^{2}}},{\frac {1-u^{2}}{1+u^{2}}}\right)\,du&&u=\tan \left({\tfrac {x}{2}}\right)\\[6pt]\end{aligned}}}
La última sustitución es conocida como la Sustitución de Weierstrass, que hace uso de las fórmulas de la tangente del ángulo mitad.

### Ejemplo
Considérese la integral
{\displaystyle \int {\frac {4\cos x}{(1+\cos x)^{3}}}\;dx}
Si utilizamos la sustitución de Weierstrass entonces
{\displaystyle {\begin{aligned}\int {\frac {4\cos x}{(1+\cos x)^{3}}}\,dx&=\int {\frac {2}{1+u^{2}}}{\frac {4\left({\frac {1-u^{2}}{1+u^{2}}}\right)}{\left(1+{\frac {1-u^{2}}{1+u^{2}}}\right)^{3}}}\,du\\&=\int (1-u^{2})(1+u^{2})\,du\\&=\int (1-u^{4})\,du\\&=u-{\frac {u^{5}}{5}}+C\\&=\tan \left({\frac {x}{2}}\right)-{\frac {1}{5}}\tan ^{5}\left({\frac {x}{2}}\right)+C\end{aligned}}}

## Sustitución hiperbólica
También se pueden utilizar sustituciones mediante funciones hiperbólicas para simplificar determinadas integrales.
Por ejemplo, en la integral 
{\displaystyle \int {\frac {1}{\sqrt {a^{2}+x^{2}}}}\,dx}
se realiza la sustitución {\displaystyle x=a\sinh {u}}, {\displaystyle dx=a\cosh u\,du.}
Entonces, usando las identidades {\displaystyle \cosh ^{2}(x)-\sinh ^{2}(x)=1} y {\displaystyle \sinh ^{-1}{x}=\ln(x+{\sqrt {x^{2}+1}}),}
{\displaystyle {\begin{aligned}\int {\frac {1}{\sqrt {a^{2}+x^{2}}}}\,dx&=\int {\frac {a\cosh u}{\sqrt {a^{2}+a^{2}\sinh ^{2}u}}}\,du\\[6pt]&=\int {\frac {a\cosh {u}}{a{\sqrt {1+\sinh ^{2}{u}}}}}\,du\\[6pt]&=\int {\frac {a\cosh {u}}{a\cosh u}}\,du\\[6pt]&=u+C\\[6pt]&=\sinh ^{-1}{\frac {x}{a}}+C\\[6pt]&=\ln \left({\sqrt {{\frac {x^{2}}{a^{2}}}+1}}+{\frac {x}{a}}\right)+C\\[6pt]&=\ln \left({\frac {{\sqrt {x^{2}+a^{2}}}+x}{a}}\right)+C\end{aligned}}}